# Castillo de Alatskivi
El Castillo Alatskivi (en estonio: Alatskivi loss; en alemán: Schloss Allatzkiwwi) es un castillo neogótico en Alatskivi, Estonia. Data del siglo XVII, y está situado en la parroquia Alatskivi, condado de Tartu. Fue reconstruido en el siglo XIX por el Barón von Arved Nolcken , siguiendo el modelo de la residencia real de Balmoral, en Escocia. Las obras de reforma se produjeron entre 2005 y 2011. Cinco habitaciones en el primer piso albergan el museo Eduard Tubin, que documenta sus logros como compositor y director de orquesta .
El Castillo Alatskivi está rodeada por varios edificios auxiliares y un parque forestal de 130 hectáreas ( 320 acres) de área, lo que lo convierte en el más grande en el condado de Tartu . El parque cuenta con muchos robles, fresnos, arces, alisos y una carretera de acceso con árboles de tilo.